# Dobużek
Dobużek este o arie protejată (sit de importanță comunitară — SCI) din Polonia întinsă pe o suprafață de 199,3 ha, integral pe uscat.

## Localizare
Centrul sitului Dobużek este situat la coordonatele 50°34′38″N 23°42′31″E / 50.5773°N 23.7087°E.

## Înființare
Situl Dobużek a fost declarat sit de importanță comunitară în septembrie 2006 pentru a proteja 1 specie de plante și 4 specii de animale.

## Biodiversitate
Situată în ecoregiunea continentală, aria protejată conține 3 habitate naturale: Pajiști uscate seminaturale și facies de acoperire cu tufișuri pe substraturi calcaroase (Festuco-Brometalia) (* situri importante pentru orhidee), Liziere de ierburi înalte hidrofile de câmpie și de nivel montan până la alpin, Fânețe de joasă altitudine (Alopecurus pratensis, Sanguisorba officinalis).
La baza desemnării sitului se află mai multe specii protejate:
- plante (1): Echium russicum
- amfibieni (1): buhai de baltă cu burta roșie (Bombina bombina)
- nevertebrate (3): fluturele purpuriu (Lycaena dispar), Phengaris nausithous, Phengaris teleius